# Good Bye, Lenin!
Pour plus de détails, voir Fiche technique et Distribution.
Good Bye Lenin! (parfois écrit Good Bye, Lenin!), ou Au revoir, Lénine ! au Québec, est un film allemand réalisé par Wolfgang Becker, écrit par Bernd Lichtenberg et sorti en 2003.
Le film suit Alexander et Ariane Kerner qui vivent à Berlin-Est en République démocratique allemande (RDA). Pendant l'été 1978, leur père fuit à l'Ouest. Christiane, leur mère, décide alors de s'investir totalement dans la vie sociale du régime communiste. Mais lors du 40e anniversaire de la RDA, le 7 octobre 1989, elle est victime d'un infarctus et tombe dans le coma. Lorsqu'elle en sort, huit mois plus tard, l'Allemagne, avec la chute du mur de Berlin, a connu des bouleversements majeurs. Craignant un nouvel infarctus fatal causé par ces grands changements, Alexander décide de lui cacher la fin de la RDA et entraîne son entourage dans sa folle tentative de recréer une époque révolue.

## Synopsis
Après la fuite de son mari Robert à l'Ouest en 1978, Christiane Kerner s'est totalement investie dans la vie sociale du régime communiste de l'Allemagne de l'Est. Elle est reconnue comme une camarade exemplaire par le parti. Son fils, Alexander, surnommé Alex, rêve de devenir cosmonaute comme son idole, Sigmund Jähn. 
Mais dix ans plus tard, il est devenu un jeune homme désabusé. Sa mère aide ses voisins à rédiger leurs critiques constructives au sujet de la taille des vêtements et sa sœur, Ariane, élève seule son bébé après sa rupture.
Le 7 octobre 1989, Christiane doit assister aux célébrations du 40e anniversaire de la RDA. 
Sur le trajet, elle est contrainte de s'arrêter à cause du désordre causé par une manifestation pour la liberté de circulation et pour la liberté d'expression à laquelle participe Alex. Voyant les policiers réprimer la manifestation et arrêter avec violence son fils, elle fait un infarctus et tombe dans le coma.
Alex vient régulièrement voir sa mère à l'hôpital, ce qui lui permet également de nouer des liens avec Lara, une infirmière soviétique qu'il a rencontrée lors de la manifestation. Quelques semaines plus tard, le mur de Berlin tombe. Les enfants de Christiane s'intègrent dans la vie occidentale. Alex devient vendeur d'abonnements aux chaînes satellitaires et Ariane serveuse dans un Burger King. Mais en juin 1990, leur mère se réveille.
Le médecin conseille à Alex de tout mettre en œuvre pour éviter une rechute causée par un deuxième choc, ce qui signifie cacher à Christiane les changements politiques qui ont eu lieu pendant son coma. Alex décide alors de ramener sa mère à l'appartement familial et de réaménager sa chambre comme si rien n'avait changé. Bien que réticentes, Lara et Ariane l'aident dans son entreprise. Mais Christiane découvre, malgré tous leurs efforts, des indices sur le profond bouleversement que son pays a connu. Avec l'aide de son collègue Denis, un ancien Allemand de l'Ouest, Alex réalise alors de faux journaux télévisés est-allemands qui donnent des explications plausibles aux changements tout en maintenant le mythe d'une RDA triomphante. Pour l’anniversaire de Christiane, Alex recrute également différents voisins ainsi que l’ancien supérieur hiérarchique de sa mère. Ceux-ci, tombés dans le chômage et la pauvreté depuis la chute du régime, cultivent la nostalgie de l’époque communiste et se plaisent à pouvoir adresser des félicitations « à une camarade exemplaire » au nom des plus hautes instances du parti.
Petit à petit, Alex, de plus en plus dépassé par son mensonge initial, crée autour de sa mère la RDA telle qu'il aurait souhaité qu'elle soit : ouverte, accueillante et dynamique. Mais son entourage vit de plus en plus mal la situation. Ariane et Rainer, son nouveau compagnon venu de l'Ouest, annoncent leur futur déménagement car la sœur d'Alex est enceinte. Lara, de son côté, pense que Christiane devrait apprendre la vérité.
Toute la famille part néanmoins en week-end dans leur maison de vacances. Christiane révèle alors à ses enfants un terrible secret : son mari n'est pas passé à l'Ouest pour une autre femme mais s'est enfui pour une vie meilleure et elle devait le rejoindre avec Alex et Ariane. Mais elle n'en a pas eu le courage, de peur d'être arrêtée par la Stasi et privée de ses enfants. Il lui a néanmoins envoyé plusieurs lettres qu'elle a laissées sans réponse. De retour à l'appartement, Ariane retrouve les lettres sur lesquelles l'adresse de Robert est indiquée.
Alex décide alors de reprendre contact avec lui. En effet, Christiane a fait un nouvel infarctus. À nouveau hospitalisée d'urgence, il lui reste peu de jours à vivre. Conduit par un chauffeur de taxi qui est soit le sosie de Sigmund Jähn, soit le cosmonaute lui-même, Alex retrouve son père, qui s'est remarié et qui a deux enfants, et l'amène au chevet de sa mère. 
Il décide alors de demander à « Sigmund Jähn » de jouer dans le dernier faux journal télévisé en tant que dirigeant de la RDA. Destiné à être diffusé le jour anniversaire de la réunification, il montre celle-ci sous un jour favorable à l'ex-Allemagne de l'Est. Ainsi Christiane aura vu le triomphe de l'idéologie pour laquelle elle s'est engagée. Lors de la diffusion du journal télévisé, Lara et Ariane ont du mal à ne pas éclater de rire tandis que la mère d'Alex le regarde avec tendresse quand il a le dos tourné. En effet Lara lui a révélé une grande partie, voire la totalité, de la réalité et Christiane peut mesurer l'amour de son fils. Restée seule dans sa chambre, elle voit le feu d'artifice en l'honneur de la réunification par la fenêtre. Elle meurt trois jours plus tard.
Alex construit alors une petite fusée remplie de feux d'artifice dans laquelle il met les cendres de sa mère pour les disperser dans le ciel, conformément à ses dernières volontés, en présence de quelques voisins et du reste de la famille.

## Fiche technique
- Titre original : Good Bye Lenin!
- Titre français : Good Bye Lenin!
- Titre québécois : Au revoir, Lénine !
- Réalisation : Wolfgang Becker
- Scénario : Bernd Lichtenberg, Wolfgang Becker
- Musique : Yann Tiersen (à la fois compositions originales et préexistantes)
- Direction artistique : Matthias Klemme
- Décors : Lothar Holler
- Costumes : Aenne Plaumann
- Photographie : Martin Kukula
- Montage : Peter R. Adam
- Production : Stefan Arndt, Katja De Bock, Andreas Schreitmüller
- Société de production : X-Filme Creative Pool
- Sociétés de distribution : X Verleih AG (Allemagne), Océan Films (France)
- Budget : 4 800 000 €
- Pays de production :  Allemagne
- Langue originale : allemand
- Genre : comédie dramatique
- Durée : 121 minutes
- Dates de sortie :
  - Allemagne : 9 février 2003 (festival du film international de Berlin) ; 13 février 2003 (sortie nationale)
  - France : 15 mai 2003 (Festival de Cannes) ; 10 septembre 2003 (sortie nationale)
  - Belgique : 10 septembre 2003

## Distribution
- Daniel Brühl (VF : Damien Witecka) : Alexander Kerner
- Katrin Sass (VF : Anne Jolivet) : Christiane Kerner
- Maria Simon (VF : Céline Mauge) : Ariane Kerner
- Chulpan Khamatova : Lara
- Alexander Beyer (VF : Jérôme Rebbot) : Rainer
- Florian Lukas (VF : Alexandre Gillet) : Denis Domaschke
- Burghart Klaussner (VF : Jean-Yves Chatelais) : Robert Kerner, le père
- Michael Gwisdek : Klapprath
- Christine Schorn : Madame Schäfer
- Jürgen Holtz (VF : Michel Fortin) : Monsieur Ganske
- Jochen Stern : Monsieur Mehlert
- Stefan Walz : Sigmund Jähn
- Eberhard Kirchberg (VF : Eric Herson-Macarel) : Dr Wagner
- Hans-Uwe Bauer (de) (VF : Arnaud Arbessier) : Dr Mewes
- Nico Ledermueller : Alexander Kerner à 11 ans

## Faits divers se rapprochant du film
- Jan Grzebski est un cheminot polonais tombé dans le coma en 1988. Victime d'un choc violent contre un wagon, Jan Grzebski développa une tumeur au cerveau et fut paralysé. Alors que les médecins ne lui donnaient que deux ans à vivre, l'homme s'est réveillé 19 ans plus tard, découvrant la nouvelle politique de la Pologne, son entrée au sein de l'Union européenne et son adhésion à l'OTAN. Ce fait divers rappelle le scénario du film Good Bye Lenin!.
- Une maison de retraite de Dresde a développé une thérapie à destination des victimes de démence sénile ou de la maladie d'Alzheimer, dans le cadre de laquelle les patients sont placés dans un environnement rappelant la RDA (objets du quotidien, mobilier, pièces de monnaie)[2].

## Symboles de l'Allemagne de l'Est

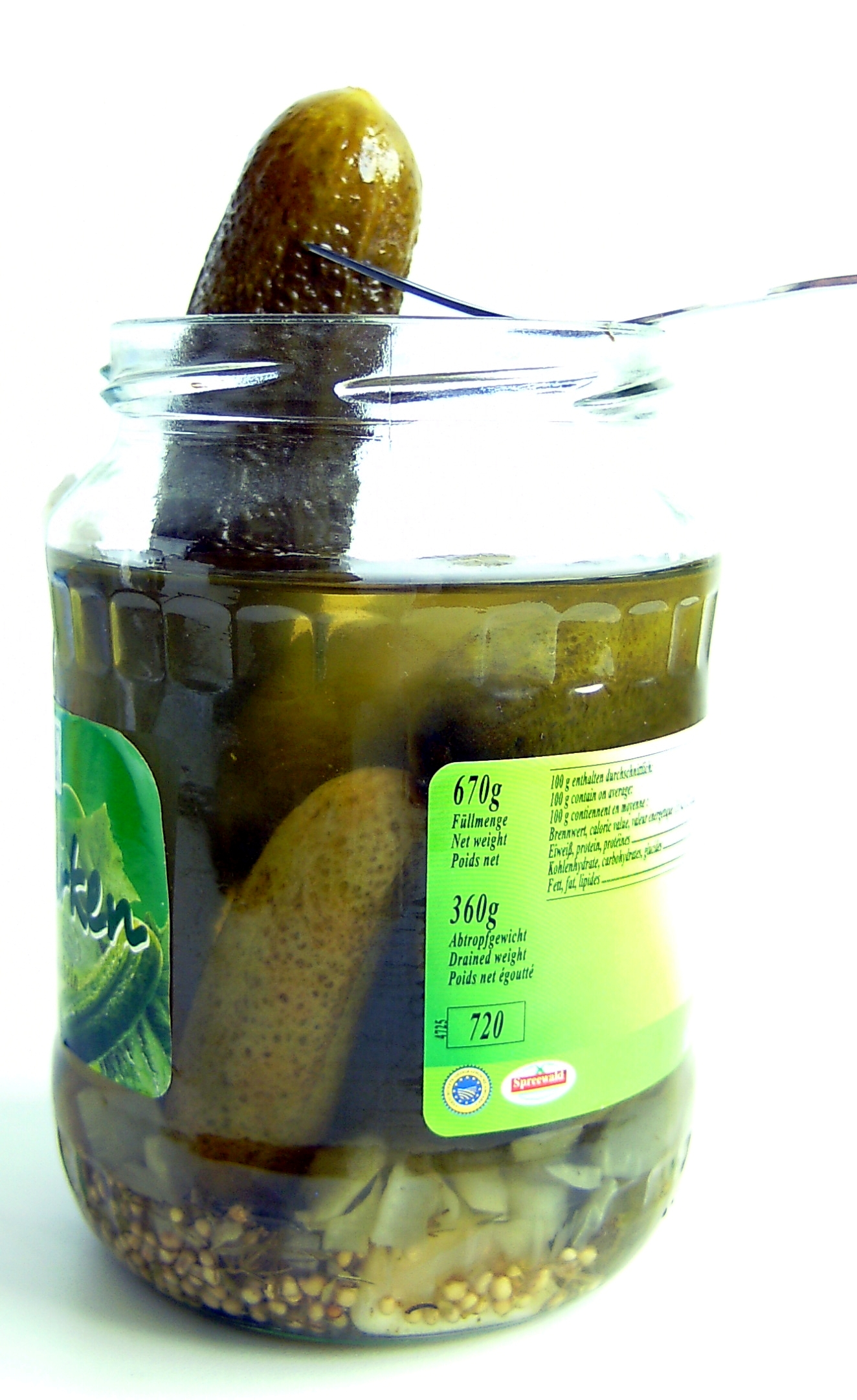
Cornichons de Spreewald

Le film fait références à de nombreux produits ou personnages symboliques de l'Allemagne de l'Est :
- Sigmund Jähn, premier cosmonaute est-allemand.
- Cornichons du Spreewald
- Röstfein (de) "Mocca fix" : café est-allemand
- Trabant 601
- Journal Junge Welt et Mouvement des pionniers
- Aktuelle Kamera : Magazine télévisé de la Deutscher Fernsehfunk

## Bande originale
La bande originale du film est composée par Yann Tiersen. En 2004, elle est récompensée par une Victoire de l'album de musique originale de cinéma ou de télévision.

## Distinctions
Le film connut un grand succès, tant dans la partie occidentale qu'orientale de l'Allemagne, ainsi que dans plusieurs pays européens. Il remporta le Deutscher Filmpreis (Prix du film allemand) neuf fois : meilleur film, Daniel Brühl meilleur acteur, Florian Lukas meilleur second rôle masculin, meilleur réalisateur, trois prix techniques pour le montage, la mise en scène et la musique, ainsi que le prix du public pour le « film allemand de l'année » et l'acteur de l'année pour Daniel Brühl.
Le 6 décembre 2003, il est le premier film allemand à recevoir le prix du film européen de l'année. Daniel Brühl comme acteur et Bernd Lichtenberg comme scénariste ont aussi reçu ce prix. Il remporte également le Blaue Engel à la Berlinale 2003.
En France, le film reçut le César du meilleur film de l'Union européenne en 2004. En Espagne, Il reçoit la même année le Goya du meilleur film européen.

## Analyse

### Mensonges familiaux et médiatiques
Wolfgang Becker cite ce célèbre trait d’esprit : « Un film n’est rien d’autre qu’un enchainement de 24 mensonges par seconde ». Il s’agirait donc « d’une falsification dans une falsification », encore une fois « quelque chose de particulier ».
Un des sujets de Good Bye, Lenin ! concerne les falsifications, tromperies et mensonges, apparents ou dissimulés. L’histoire familiale et l’Histoire s’imbriquent l’une dans l’autre. Ce sont les circonstances extérieures, qui font que des hommes intègres et honnêtes deviennent des menteurs. Alex commence par un mensonge de circonstances (il raconte à sa mère qu’elle s’est évanouie en faisant la queue devant un magasin). Cela fonctionne, il continue et se retrouve prisonnier de ses mensonges. Il doit toujours en inventer un nouveau pour que tout ne s’effondre pas et doit faire de toutes les personnes impliquées ses complices. Avec le temps, cela devient une habitude et même une sorte de « sport »: « prends une grande respiration et jette-toi à l'eau », dit-il à son père, « c’est simple ». Mais comme Alex agit avec de bonnes intentions, il gagne la sympathie des spectateurs et même à la fin, celle de la personne à qui il a menti. En effet, lorsque Christiane voit clair dans son jeu, elle y participe et lui laisse le plaisir de savourer son « succès ». Le mensonge pour exprimer son amour, c’est ce qui, dans cette histoire, a éveillé l'intérêt de Becker. Cela inclut-il le mensonge de Christiane, le mensonge de toute une vie?
Contrairement à Alex, Christiane n’a menti au fond qu’une seule fois. Elle a refusé de faire une demande de visa pour pouvoir suivre son mari à l'Ouest, comme elle le lui avait promis, par peur de perdre la garde de ses enfants, sa plus grande crainte. Il ne lui reste alors qu'un seul moyen d’empêcher ses enfants de découvrir la vérité. Elle leur raconte que Robert est resté à l’Ouest à cause d’une autre femme, afin de leur ôter le moindre doute. L’effet souhaité est obtenu (« Nous n'avons plus jamais parlé de papa »). Le mensonge de Christiane brise les liens physiques entre ses enfants et leur père, mais aussi leurs liens affectifs: en le faisant passer pour un menteur, elle les empêche d'aimer leur père. A long terme, ce choix est pour elle encore plus lourd de conséquences. Ce n'est pas par hasard qu'elle commence sa confession par cette apparente exagération : « Je vous ai menti - tout est différent de ce que vous croyez ». Or c'est bien ainsi qu'elle a dû le vivre: d’abord, le mutisme total pendant ses huit semaines de grave dépression, puis les lettres qu'elle reçoit pendant des années, qu’elle n’ouvre pas, mais qu'elle garde et dissimule derrière le buffet de la cuisine. A l'approche de la mort, elle considère maintenant cette décision comme « sa plus grosse erreur ». Son mensonge finit tragiquement, alors que le mensonge d’Alex produit un effet avant tout comique.
Mais les deux mensonges familiaux ont aussi leurs ressemblances. D'une part, le menteur construit un monde illusoire et veille à ce que rien d’extérieur ne s’introduise qui pourrait le compromettre. D’autre part, il s'appuie sur le fait que celui à qui on ment ne puisse pas vérifier par lui-même, que ce soit à cause d'un mur, d'une maladie ou (ce qui arrive dans les deux cas) de sa situation de minorité, réelle ou contrainte. Ceci caractérise aussi les mensonges médiatiques présentés dans Good Bye, Lenin ! Alex commente ainsi en voix off ses créations : « La vérité était une chose complexe que je pouvais redessiner pour les yeux de ma mère suivant mon inspiration et les circonstances. Il suffisait d'adopter le langage de Aktuelle Kamera [journal télévisé de la RDA] et de stimuler l'ambition de Denis, le futur réalisateur ». Toutefois, cette émission d'information de la RDA (« l'équivalent du Marchand de sable pour les citoyens adultes de la RDA »), dans laquelle, selon Becker on masquait l'important pour gonfler l'insignifiant, ne sert bientôt plus que de toile de fond à Alex et Denis, ces deux manipulateurs des médias. Leurs propres mises en scène sont audacieuses, et pleines d'originalité. Non sans ressemblance avec les requêtes que Christiane rédige, ils se créent un « royaume gai et poétique ». Le revers de la médaille est que cela édulcore également ce qu'était en réalité la RDA.

### Souvenir et nostalgie de l’Est
Durant l’été 2003, la vague d’Ostalgie (nostalgie de la RDA) atteint son sommet à la télévision allemande. Avec des programmes comme « Meyer und Schulz – die ultimative Ostshow » (Sat. 1), « Ein Kessel DDR » (MDR) ou « DDR-Show » (ZDF), les chaînes de télévision, aussi bien privées que publiques, cherchaient à s’attirer la bienveillance des téléspectateurs prétendument ostalgiques. Il est évident que les créateurs de ces émissions voulaient que le succès de Good Bye, Lenin ! soit durable. On peut se demander s’ils ont été à la hauteur du film lui-même. Cependant, le concept marketing que la société de distribution de Good Bye, Lenin ! a mis en œuvre lors des avant-premières, a favorisé le soupçon d’Ostalgie. C’est ainsi que les halls des cinémas ont été transformés en « musée de cire de la RDA », décorés avec des drapeaux de la RDA ainsi que des ustensiles de la vie de tous les jours. Sous le slogan « Good Bite, Lenin ! », des cornichons du Spreewald (les préférés de Christiane) ont été distribués en tant que « cornichon du film ». Dans le CineStar d'Iéna, on pouvait payer avec des marks de la RDA, à Görlitz, ceux qui portaient les chemises bleues de la Jeunesse libre allemande ou l’uniforme de la NVA (l’armée populaire nationale) à Braunschweig, pouvaient franchir à l’entrée une barrière ainsi qu’un mur en papier mâché.
Même les textes secondaires ont contribué à mettre en lumière Good Bye, Lenin ! de manière douteuse. C’est ce que suggère une analyse spécifiquement orientée vers le discours sur l’ostalgie que Petra Bernhardt présente en 2009 sous le titre de « Spiel’s noch mal, Erich ? ». Elle en conclut qu’aucune des quarante critiques qu’elle analysait, ne traitait de l’action du film et de son protagoniste.. Au lieu de cela, les personnages étaient souvent couverts de préjugés – Alex, « Ossi typique (habitant de l’Est) », un peu rêveur et manquant de confiance en soi ; Christiane, « un personnage fidèle à son parti jusqu’à la névrose ». Donc, d’un côté, l’histoire familiale qui devait attirer normalement l’attention est perdue de vue, et de l’autre côté, ce qui constitue seulement le second plan est mis en avant. 
Ainsi, presque aucun texte n'échappe à l'utilisation des termes ostalgie ou nostalgie, et presque partout, notamment dans les contributions des pays non germanophones, le thème central "souvenir de la RDA" est source de diverses interprétations, comme le fait le film, entre une "invocation de l'ancien système" et sa "mise au tombeau". En somme, après avoir analysé les textes, Bernhardt voit se confirmer sa thèse selon laquelle la RFA a tendance, dans son discours historique sur la RDA, à avoir le "réflexe hégémonique" de "dénigrer la mémoire en dehors de l'expérience historique de la dictature en la qualifiant d'ostalgie".